# Мала ринкова площа в Кракові
Малий Ринок — площа в Старому місті Кракова, правильна, прямокутна, виділена внаслідок розташування Кракова на схід від головної площі Ринок як допоміжний ринок , позаду костелу Св. Марії, обмежена Миколайською з півночі та Сєнною з півдня. Він має площу приблизно 0,33 га (приблизно 110 м х 30 м).

## Історія

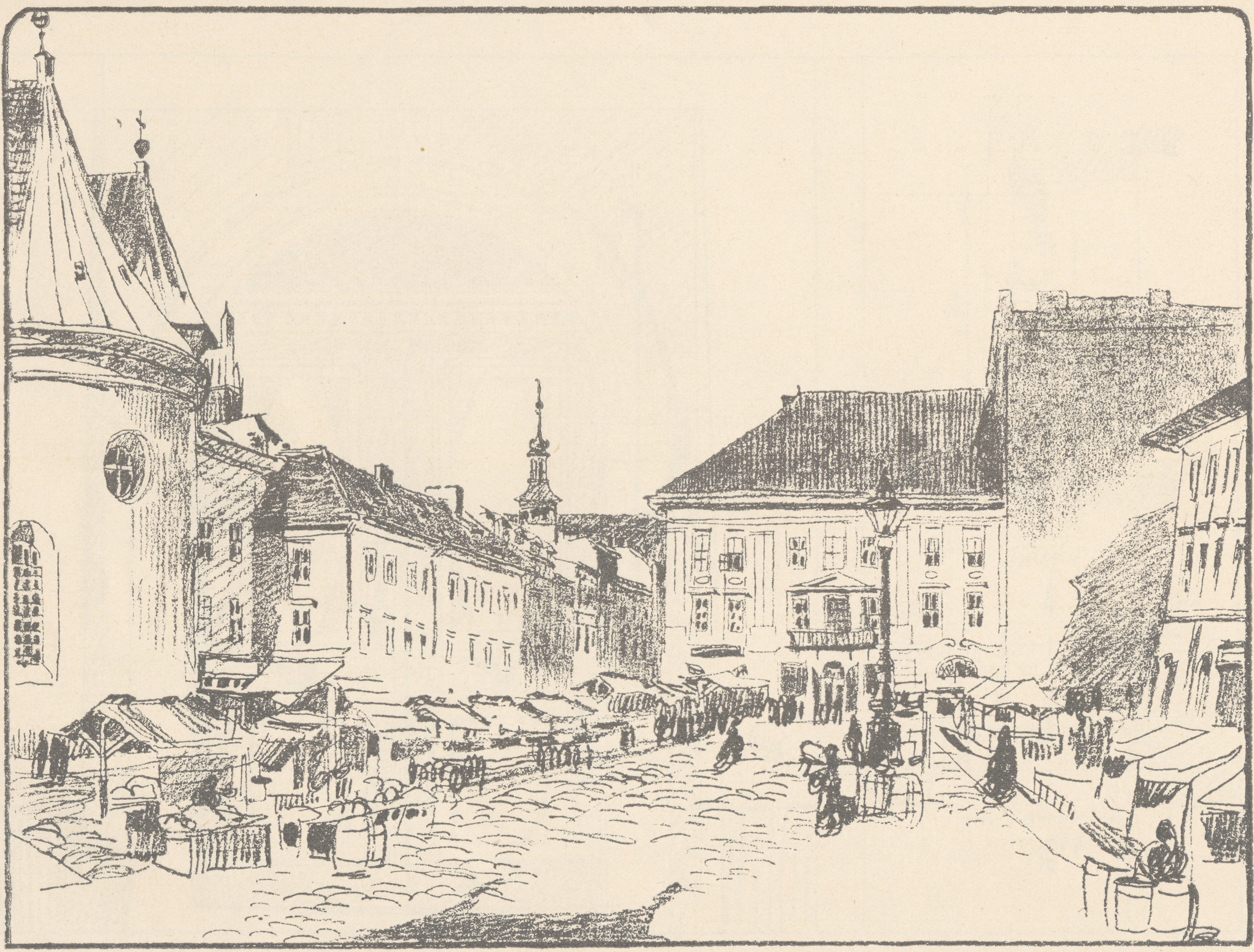
Малий Ринок на малюнку 1908 року

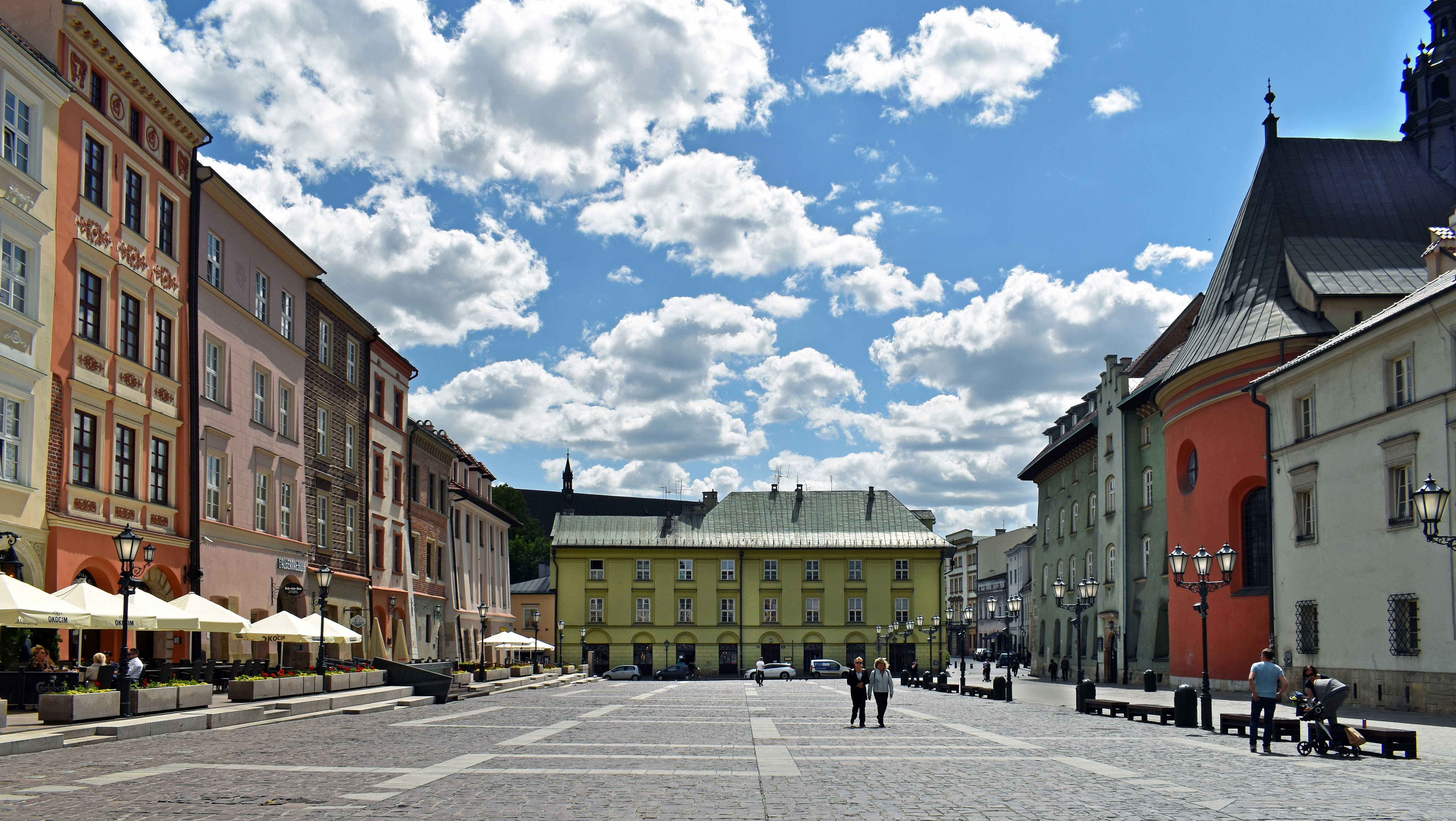
Малий Ринок, вид з півночі

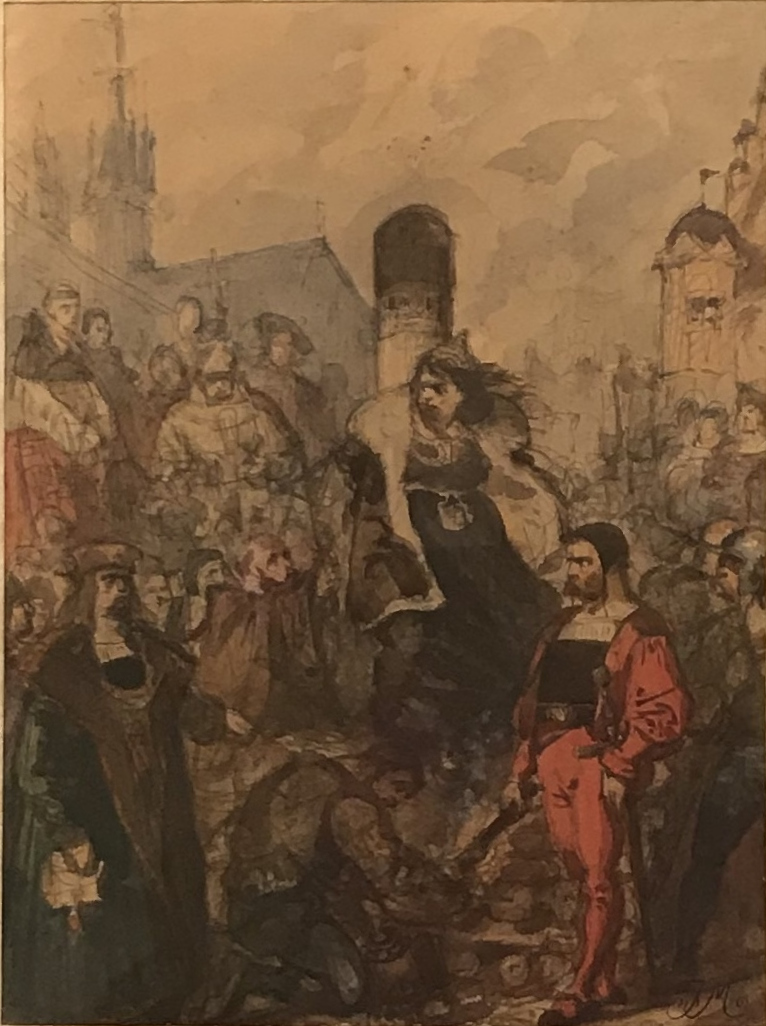
«Спалення на вогнищі Катерини Мальхерової » (Вейглової) — картина Яна Матейка 1859 року.

Колись називався Forum antiquum (Старий ринок), Вандета, Тандета, а в другій половині XVIII ст. М'ясний ринок. На Малому Ринку торгували м'ясом, згодом і  антикваріатом (з XVI ст.); на ньому були бойні, а також кухня для бідних. За відомостями 1626 р., одна з яток була розташована в південно-західній частині Малого Ринку, а інша, згідно з запискою 1646 р., ймовірно, була розташована біля цвинтаря костелу Св. Марії . Другий будинок м'ясника проіснував до кінця XVII ст., коли його було зруйновано, щоб на його місці побудувати будинок вікарія (1931 р. його знесли, а в 1932 р. тут звели новий будинок вікарія). У 1785 р. лотки м'ясників зайняли центр Малої площі, утворюючи витягнутий прямокутник, довша сторона якого йшла по діагоналі на північний захід, наближаючись своїм кутом до старого будинку вікарія. У 1797 р. вони займали лише територію в районі храму св. Барбари. На рубежі XVIII-XIX століть дерев'яні ятки були частково зруйновані і лежали в руїнах. У такому стані вони проіснували до 1820 року, коли були повністю знесені  .
У південній частині Малого Ринку, на перехресті вулиць Столярської та Сєнної, колись була школа Марії Панни  (Szkoła Archipresbyterialna NP Marii). Ця будівля існувала вже в 13 столітті, і її засновником, ймовірно, був Іво Одровонж . Школа була побудована в готичному стилі. Це була простора і велична двоповерхова будівля. В’їжджали з боку вул. Сєнної. Через деякий час будівлі школи були обнесені муром. Будівля школи значно обмежувала територію та створювала просторові нерівності в південно-західній частині ринкової площі, водночас звужуючи просвіт вул. Сієнної. Це стало причиною її подальшого знищення. Тому австрійська влада включила її до списку об’єктів, які підлягають знесенню. Остаточне рішення в цьому питанні прийняв уряд Вільного міста, наказавши приблизно в 1812 році і розпочав роботи по знесенню  .
Приблизно до 1812 року ринок був закритий будівлею школи Святої Марії, після її знесення та ліквідації м’ясниць площу впорядкували, створивши фруктово-овочевий ринок.Ринок включає, серед іншого:
- костел св. Барбари
- Кам'яницю чотирнадцятого століття (№ 7), де колись жили алтаристи, а потім пенітенціарії Св. Марії. Кам’яниця має подвір’я з дерев’яними клуатрами XVII століття та пізньобарочним фасадом XVIII століття.
- кам'яниця "Шоберовська" (№ 6) - місце, де в 1661 році була надрукована перша в Польщі газета « Merkuriusz Polski ». У цьому будинку в дитинстві жив Броніслав Маліновський [4] .
- кам'яниця Ламеллі
- Готична кам'яниця Фріча (№ 1, перебудована в стилі бароко).

До 2007 року плита площі Малий Ринок слугувала в основному автостоянкою та стоянкою таксі, однак з нагоди 750-річчя укладання міста Кракова її вирішили повністю модернізувати, надавши їй сучасний характер – відреставровано історичну бруківку, ліхтарі, лавки, споруджено освітлений фонтан та мінімально обмежено автомобільний рух. Малий ринок став місцем підтримки Головної площі в організації мистецьких вистав, виставок та святкування різноманітних подій.
У 1539 році на площі "Малий ринок" була спалена на вогнищі 80-річна Катерина Вейглова за відхід від католицької віри . Малий Ринок розташований на трасі Малопольської дороги св. Якова з Сандомира в Тинець .

## Виноски
1. ↑  Józef Mitkowski: Kraków lokacyjny. W: Kraków : studia nad rozwojem miasta. Jan Dąbrowski (red.). Kraków: Wydawnictwo Literackie, 1957, s. 134.
2. ↑  Marek Żukow-Karczewski, Nie istniejące budowle Krakowa. Jatki rzeźnicze na Małym Rynku, "Echo Krakowa", 14 IV 1992 r., nr 73 (13637).
3. ↑  Marek Żukow-Karczewski, Nie istniejące budowle Krakowa. Szkoła Marii Panny, "Echo Krakowa", 20,21,22 XII 1991 r., nr 246 (13558).
4. ↑  Ewa Zamorska-Przyłuska, Przewodnik literacki po Krakowie i województwie małopolskim, wyd. WAM, Kraków 2010, s. 67.
5. ↑  Dlaczego Katarzyna Weiglowa spłonęła na stosie na Małym Rynku w Krakowie?. gazetakrakowska.pl. 4 maja 2018.

## Зовнішні посилання
- Малий ринок на сайті krakow4u
- Віртуальна прогулянка Краковом